# 巴西選舉

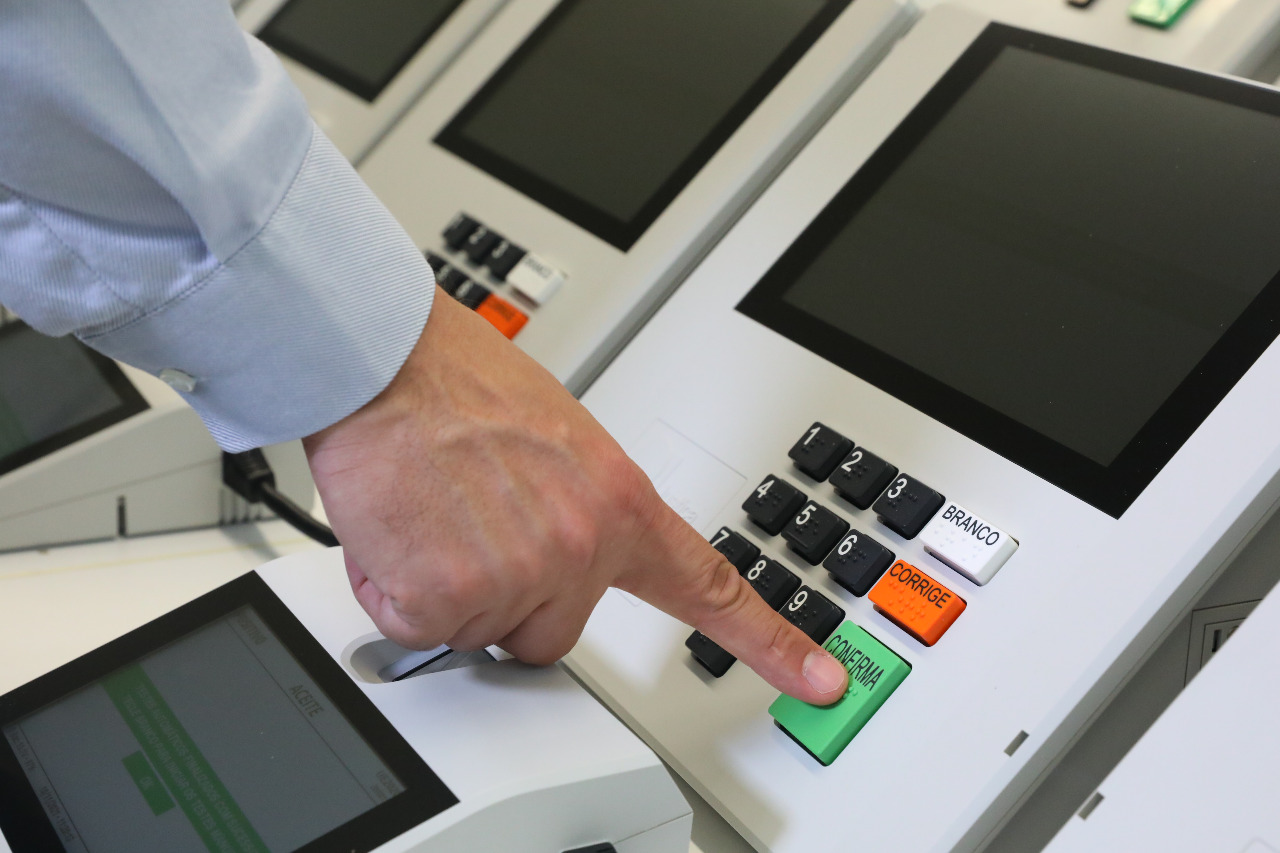
巴西2022年大選的DRE投票機

巴西大選有總統選舉與巴西國民議會選舉。巴西總統選舉每四年舉辦一次，採用两轮选举制。巴西眾議院選舉採用比例代表制，每四年舉辦一次，共有513個席次。巴西聯邦參議院選舉每四年舉辦一次，每四年輪流選出總席次的{\displaystyle {\frac {1}{3}}}與{\displaystyle {\frac {2}{3}}}，共有81個席次，例如2014年選出27個席次，而2018年選出54個席次。巴西的政治制度是多黨制，常常沒有一個政党有機會單獨取得執政權力，所以都要合作共組聯合政府。

## 制度
目前巴西法律把投票視為義務，規定18歲以上至70歲以下的識字公民一定要在投票日出門參與投票，而16歲、17歲、70歲以上與文盲可自行決定是否參與。巴西在1932年選舉法採用義務投票制，立法規定投票為公民義務，以及在1988年憲法降低投票年齡由18歲降到16歲。1988年憲法賦予文盲自由投票權。

## 電子投票
巴西在1996年首次使用電子投票，第一次在圣卡塔琳娜州進行測試，電子投票機的設計是以公共電話為參考。投票機在單一化投票流程內完成三個步驟（選民身分認證、安全投票與統計票數），消除选举操控與作票行為。所有政黨在選舉之前都可以參與投票機程序的審查。

## 全民公投
| 時間           | 題目                                                                             | 結果   | 結果   | 結果   | 說明                                         |
| -------------- | -------------------------------------------------------------------------------- | ------ | ------ | ------ | -------------------------------------------- |
| 1963年1月6日   | 是否同意1961年憲法修正案？（巴西政府體制修改為德國模式的議會制）                 | 同意   | 16.88% | 否決   | 1961到1963年實施議會制維持總統制             |
| 1963年1月6日   | 是否同意1961年憲法修正案？（巴西政府體制修改為德國模式的議會制）                 | 否決   | 76.98% | 否決   | 1961到1963年實施議會制維持總統制             |
| 1993年4月21日  | 巴西應該採用哪一個政府體制與國家體制？（總統制或是議會制、以及共和制或是君主制） | 總統制 | 55.67% | 總統制 | 維持總統制與共和制                           |
| 1993年4月21日  | 巴西應該採用哪一個政府體制與國家體制？（總統制或是議會制、以及共和制或是君主制） | 議會制 | 24.91% | 總統制 | 維持總統制與共和制                           |
| 1993年4月21日  | 巴西應該採用哪一個政府體制與國家體制？（總統制或是議會制、以及共和制或是君主制） | 共和制 | 66.26% | 共和制 | 維持總統制與共和制                           |
| 1993年4月21日  | 巴西應該採用哪一個政府體制與國家體制？（總統制或是議會制、以及共和制或是君主制） | 君主制 | 10.25% | 共和制 | 維持總統制與共和制                           |
| 2005年10月23日 | 巴西是否應該禁止槍支與彈藥的貿易？                                               | 同意   | 36.06% | 否決   | 公投結果否決禁止槍彈貿易總統魯拉依舊維持禁令 |
| 2005年10月23日 | 巴西是否應該禁止槍支與彈藥的貿易？                                               | 否決   | 63.94% | 否決   | 公投結果否決禁止槍彈貿易總統魯拉依舊維持禁令 |